# Porphyrogenes
Porphyrogenes este un gen de fluturi din familia Hesperiidae. 

## Specii
- Porphyrogenes boliva Evans, 1952 Venezuela
- Porphyrogenes despecta (Butler, 1870)
- Porphyrogenes glavia  Evans, 1952 Panama
- Porphyrogenes passalus (Herrich-Schäffer, 1869)
- Porphyrogenes pausias  (Hewitson, 1867) Brazilia
- Porphyrogenes probus  (Möschler, 1877) Surinam, Columbia
- Porphyrogenes sororcula (Mabille & Boullet, 1912) Guiana Franceză
- Porphyrogenes spanda Evans, 1952 Brazilia (Pará)
- Porphyrogenes sparta  Evans, 1952 Brazilia (Pará)
- Porphyrogenes spoda  Evans, 1952 Panama
- Porphyrogenes stupa  Evans, 1952
- Porphyrogenes suva  Evans, 1952 Peru
- Porphyrogenes vulpecula (Plötz, 1882)
- Porphyrogenes zohra  (Möschler, 1879)